# Omar al-Bashir
Omar Hassan Ahmad al-Bashir (arabiska: عمر حسن احمد البشير), född 1 januari 1944 i Hosh Bonnaga i nordöstra Sudan, är en sudanesisk tidigare militär och politisk ledare. Han var Sudans ledare 1989–2019, först som juntaledare från 1989 och sedan som president, från den 30 oktober 1993. Den 11 april 2019 tvingades han avgå från posten som president, efter långvariga folkliga protester. Bashir var ledare för Nationella kongresspartiet.

## Biografi
Al-Bashir studerade vid militärakademin i Kairo där han utbildades till fallskärmsjägare. Han deltog i Oktoberkriget mellan Egypten och Israel 1973.

### Kuppledare och president
Al-Bashir kom till makten 1989 då han som överste i Sudans armé ledde en grupp officerare i en oblodig militärkupp som störtade premiärminister Sadiq al-Mahdis regering. Han var president för Revolutionära kommandorådet för nationens räddning mellan 30 juni 1989 och 16 oktober 1993.
Omar al-Bashir tillträdde 1993 som Sudans president. Därefter vann han valen till president 1996 (med 76 procent av rösterna), 2000 (68 procent), 2010 (68 procent) och 2015 (94 procent). De stora valsegrarna underlättades av valbojkott från den politiska oppositionen alternativ aktivt motarbetande av den.

### Hanterandet av Sydsudan och Darfur
I oktober 2004 förhandlade al-Bashirs regering fram ett slut på det andra sudanesiska inbördeskriget, ett av de längsta och dödligaste krigen under 1900-talet, genom att ge begränsad autonomi till Sydsudan (vilket senare omvandlades till avskiljande som en ny suverän stat). Sedan dess blev dock hans regering kritiserad för dess roll i Darfurkonflikten, där folkmord mot den icke-arabiska befolkningen har lett till dödstal på mellan 200 000 och 400 000. Hans styre ledde till våldsamma strider mellan Janjaweedmilisen och rebellgrupper som Sudanesiska folkets befrielsearmé (SPLA), Sudans befrielserörelse (SLA) och Justice and Equality Movement (JEM) i form av gerillakrig i Darfurregionen. Inbördeskriget ledde till att över 2,5 miljoner drivits på flykt, och de diplomatiska relationerna mellan Sudan och Tchad blev ansträngda.
I juli 2008 anklagade Internationella brottmålsdomstolens åklagare, Luis Moreno-Ocampo, al-Bashir för folkmord, brott mot mänskligheten och krigsförbrytelser i Darfur. Domstolen begärde den 4 mars 2009 al-Bashir häktad för krigsförbrytelser och brott mot mänskligheten, men bedömde att det inte fanns tillräcklig bevisning för att åtala honom för folkmord.
Arresteringsordern skulle överlämnas till Sudans regering, som dock inte förväntades verkställa den. Al-Bashir var den första sittande statschefen som blivit åtalad av Internationella brottmålsdomstolen. ICC:s åklagare lade i december 2014 utredningen på is, på grund av problem med att få fram fakta i målet samt svårigheterna med att få al-Bashir gripen och förd till domstol.

### Störtandet 2019
Höjda bröd- och bränslepriser ledde i slutet av 2018 till omfattande folkliga protester. Dessa utvecklades till mer öppet regeringskritiska demonstrationer, med dussintals döda och flera hundra gripna. I februari 2019 utlyste al-Bashir nationella undantagstillstånd, i ett försök att få slut på de fortsatta protesterna.
Protesterna fortsatte dock, och i april organiserades sittstrejk utanför arméhögkvarteret i Khartoum. De strejkande krävde där presidentens avgång. 11 april meddelades från landets militär att man tvingat Omar al-Bashir att avgå från sin post som president.